# 鹰击21反舰导弹
鹰击21反舰导弹（YJ-21）是中华人民共和国已经装备的一型舰载高超音速反舰弹道导弹。于2022年4月中国海军节前夕在中国人民解放军海军的宣传视频中首次对外亮相，影片中其从一艘055型导弹驱逐舰的通用垂直发射系统中射出，可以看到其弹头采用双锥体加燃气舵的高超音速飞行器构型。根据各方推测，该型导弹基于东风21D型反舰弹道导弹改进而来，其预期射程可能在1000~1500公里左右。2022年珠海航展，空射型鹰击21高超音速反舰飛弹由轰六K挂载亮相。空射型射程较舰载型更远。
2023年2月，解放軍戰略支援部隊社交帳號《中國戰略支援》公開了鷹擊-21反艦彈道導彈部分關鍵信息：全程6马赫、末端10马赫。
根據中國兵工學會副會長瞿雁冰评论，鷹擊-21反艦导弹被認為是解放軍有效防止美國介入中國對台統一戰爭和分裂中國主權領土的有效手段之一。鑑於美國的航母戰鬥群上的F-35C戰鬥機只有約1000公里的有效作戰半徑，而空基/艦載鷹擊-21則擁有最高1500公里的射程，這可令美軍的航母戰鬥群上的戰鬥機在起飛前已面臨航母被摧毀的風險。此外，美軍早前進行了使用標準-6防空導彈進行實驗攔截測試，其結果顯示標準-6無法有效擊落彈道較為傳統的東風21-D及東風-26中程彈道導彈，故被認為更是無法有效防範使用新型乘波體的「水漂彈」鷹擊-21。至此，鷹擊-21的服役將令美軍的航母戰鬥群在西太平洋的軍力投射發生巨變，並進一步改變美軍在中國周邊的態勢，令其劣勢變的更為嚴峻。